# Lista siturilor arheologice din județul Teleorman - Z
Lista siturilor arheologice din județul Teleorman - Z conține toate siturile arheologice din județul Teleorman înscrise în Repertoriul Arheologic Național (RAN) și aflate în localități al căror nume începe cu litera Z. RAN este administrat de Ministerul Culturii și Patrimoniului Național și cuprinde date științifice, cartografice, topografice, imagini și planuri, precum și orice alte informații privitoare la zonele cu potențial arheologic, studiate sau nu, încă existente sau dispărute.
Puteți căuta un sit din localitățile care încep cu litera Z folosind formularul de mai jos sau puteți naviga prin toate siturile din județ la Lista siturilor arheologice din județul Teleorman.
| Cod RAN                                   | Denumire | Localitate                        | Adresă                               | Datare           | Descoperit | Coordonate                                    | Imagine           | Erori            |
| ----------------------------------------- | --- | --------------------------------- | ------------------------------------ | ---------------- | ---------- | --------------------------------------------- | ----------------- | ---------------- |
| 151987.01.01 (Cod LMI: TR-I-m-A-14234.05) | Situl arheologic de la Zimnicea - "Câmpul morților" / ansamblu anonim (Categorie: descoperire funerară) (Tip: Necropolă) | oraș Zimnicea                     | Câmpul Morților                      |                  |            | 43°39′37″N 25°20′32″E / 43.66028°N 25.34222°E | Încărcați imagine | Raportați eroare |
| 151987.01.02 (Cod LMI: TR-I-m-A-14234.04) | Situl arheologic de la Zimnicea - "Câmpul morților" / ansamblu anonim (Categorie: descoperire funerară) (Tip: Necropolă) | oraș Zimnicea                     | Câmpul Morților                      |                  |            | 43°39′37″N 25°20′32″E / 43.66028°N 25.34222°E | Încărcați imagine | Raportați eroare |
| 151987.01.03 (Cod LMI: TR-I-m-A-14234.02) | Situl arheologic de la Zimnicea - "Câmpul morților" / ansamblu anonim (Categorie: descoperire funerară) (Tip: Necropolă) | oraș Zimnicea                     | Câmpul Morților                      | geto-dacică      |            | 43°39′37″N 25°20′32″E / 43.66028°N 25.34222°E | Încărcați imagine | Raportați eroare |
| 151987.01.04 (Cod LMI: TR-I-m-A-14234.01) | Situl arheologic de la Zimnicea - "Câmpul morților" / ansamblu anonim (Categorie: descoperire funerară) (Tip: necropola) | oraș Zimnicea                     | Câmpul Morților                      | sec. XIV         |            | 43°39′37″N 25°20′32″E / 43.66028°N 25.34222°E | Încărcați imagine | Raportați eroare |
| 151987.01.05 (Cod LMI: TR-I-m-A-14234.03) | Situl arheologic de la Zimnicea - "Câmpul morților" / ansamblu anonim (Categorie: descoperire funerară) (Tip: necropola) | oraș Zimnicea                     | Câmpul Morților                      |                  |            | 43°39′37″N 25°20′32″E / 43.66028°N 25.34222°E | Încărcați imagine | Raportați eroare |
| 154987.01.01 (Cod LMI: TR-I-s-B-14232)    | Tell-ul de la Zâmbreasca Valea Grama - "La Măgură" / ansamblu anonim (Categorie: tell) (Tip: Tell)                       | sat Zâmbreasca, comuna Zâmbreasca | La Măgură                            | Gumelnița        |            | 44°18′36″N 24°58′52″E / 44.31°N 24.98111°E    | Încărcați imagine | Raportați eroare |
| 152715.01.01                              | Limes Transalutanus la Zlata - Valea Totiței / ansamblu anonim (Categorie: construcție) (Tip: Val)                       | sat Zlata, comuna Dracea          | Valea Totiței                        | sec. II p. Chr.  |            |                                               | Încărcați imagine | Raportați eroare |
| 152715.02.01                              | Așezare Latene la Zlata-Călmățui / ansamblu anonim (Categorie: locuire) (Tip: așezare)                                   | sat Zlata, comuna Dracea          | Călmățui                             | sec. II-I        |            |                                               | Încărcați imagine | Raportați eroare |
| 152715.03.01                              | Locurea hallstattiană de la Zlata-Călmățui / ansamblu anonim (Categorie: locuire) (Tip: Locuire)                         | sat Zlata, comuna Dracea          |                                      |                  |            |                                               | Încărcați imagine | Raportați eroare |
| 151987.02.01 (Cod LMI: TR-I-s-A-14233)    | Situl arheologic de la Zimnicea - "Cetate" / ansamblu anonim (Categorie: locuire) (Tip: Necropolă de inhumație)          | oraș Zimnicea                     | str. Cetății, Zimnicea, punct Cetate | Zimnicea         | 1871       | 43°39′27″N 25°20′28″E / 43.6575°N 25.34111°E  | Încărcați imagine | Raportați eroare |
| 151987.02.02 (Cod LMI: TR-I-s-A-14233)    | Situl arheologic de la Zimnicea - "Cetate" / ansamblu anonim (Categorie: locuire) (Tip: Necropolă de inhumație)          | oraș Zimnicea                     | str. Cetății, Zimnicea, punct Cetate |                  | 1871       | 43°39′27″N 25°20′28″E / 43.6575°N 25.34111°E  | Încărcați imagine | Raportați eroare |
| 151987.02.03 (Cod LMI: TR-I-s-A-14233)    | Situl arheologic de la Zimnicea - "Cetate" / ansamblu anonim (Categorie: locuire) (Tip: Necropolă de inhumație)          | oraș Zimnicea                     | str. Cetății, Zimnicea, punct Cetate |                  | 1871       | 43°39′27″N 25°20′28″E / 43.6575°N 25.34111°E  | Încărcați imagine | Raportați eroare |
| 151987.02.04 (Cod LMI: TR-I-m-A-14233.02) | Situl arheologic de la Zimnicea - "Cetate" / ansamblu anonim (Categorie: locuire) (Tip: Așezare)                         | oraș Zimnicea                     | str. Cetății, Zimnicea, punct Cetate | sec.IV - I î.Chr | 1871       | 43°39′27″N 25°20′28″E / 43.6575°N 25.34111°E  | Încărcați imagine | Raportați eroare |
| 151987.02.05 (Cod LMI: TR-I-s-A-14233)    | Situl arheologic de la Zimnicea - "Cetate" / ansamblu anonim (Categorie: locuire) (Tip: Necropolă tumulară)              | oraș Zimnicea                     | str. Cetății, Zimnicea, punct Cetate | sec.IV-I î.Chr   | 1871       | 43°39′27″N 25°20′28″E / 43.6575°N 25.34111°E  | Încărcați imagine | Raportați eroare |
| 151987.02.06 (Cod LMI: TR-I-m-A-14233.01) | Situl arheologic de la Zimnicea - "Cetate" / ansamblu anonim (Categorie: locuire) (Tip: Așezare)                         | oraș Zimnicea                     | str. Cetății, Zimnicea, punct Cetate | sdc.XIV - XV     | 1871       | 43°39′27″N 25°20′28″E / 43.6575°N 25.34111°E  | Încărcați imagine | Raportați eroare |